# Развој светског рекорда на 800 метара за мушкарце
Светски рекорди у дисциплини трчања на 800 метара у мушкој конкуренцији, које ИААФ званично признаје, воде се од 1912. године. Први рекорди су мерени ручно (штоперицом). До 1975. ИААФ је признавао за рекорде резултате који су се постизани на 800 м и 880 јарди. Резултат на 880 јарди је обележаван са у (јарди).
Од 1975. ИААФ признаје резултате мерене ручно и електронским путем а од за дисциплине трчања на 100, 200 и 400 метара. Од 1. јануара, 1977, ИААФ за ове дисциплине признаје само резултате мерене електронским путем и приказаном времену на стотинке секунде.
Први светски рекордер на 800 метара чији је резултат ратификован од ИААФ био је Тед Мередит у времену 1:51,9. Рекорд је постигнут као пролазно време на дужој дистанци.
Да данас (21.11.2015) ИААФ је ратификовао укупно 23 светска рекорда у мушкој конкуренцији.

## Ратификовани рекорди на 800 метара
| Време    | Елекронски | Атлетичар          | Земља                | Место        | Датум          |
| -------- | ---------- | ------------------ | -------------------- | ------------ | -------------- |
| 1:51,9 + |            | Тед Мередит        | САД                  | Стокхолм     | 8. 7. 1912.    |
| 1:51,6   |            | Ото Пелцер         | Немачко царство      | Лондон       | 3. 7. 1926.    |
| 1:50,6 y |            | Сера Мартен        | Француска            | Париз        | 14. 7. 1928.   |
| 1:49,8   | 1.49.70    | Томас Хампсон      | Уједињено Краљевство | Лос Анђелес  | 2. 8. 1932     |
| 1:49,8 y |            | Бен Истман         | САД                  | Принстон     | 16. 6. 1934.   |
| 1:49,7   |            | Глен Камигам       | САД                  | Стокхолм     | 20. 8. 1936.   |
| 1:49,6 y |            | Елрој Робинсон     | САД                  | Њујорк       | 11. 7. 1937    |
| 1:48,4 + |            | Сидни Вудерсон     | Уједињено Краљевство | Motspur Park | 20. 8. 1938.   |
| 1:46,6   |            | Рудолф Харбиг      | Трећи рајх           | Милано       | 15. 7. 1939.   |
| 1:45,7   |            | Рогер Мунс         | Белгија              | Осло         | 3. 8. 1955.    |
| 1:44,3 + |            | Питер Снел         | Нови Зеланд          | Крајстчерч   | 2. 2. 1962. ]  |
| 1:44,3   | 1:44,40    | Ralph Doubell      | Аустралија           | Мексико Сити | 15. 10. 1968.  |
| 1:44,3   |            | Дејв Вотл          | САД                  | Јуџин        | 1. 7. 1972.    |
| 1:43,7   |            | Марчело Фјасконаро | Италија              | Милано       | 27. 6. 1973.   |
| 1:43,5   | 1:43,50    | Алберто Хуанторена | Куба                 | Монтреал     | 16. 7. 1976.   |
| 1:43,4   | 1:43,44    | Алберто Хуанторена | Куба                 | Софија       | 21. 8. 1977.   |
| 1:42,34  | 1:42,33    | Себастијан Коу     | Уједињено Краљевство | Осло         | 5. 7. 1979.    |
| 1:41,73  | -          | Себастијан Коу     | Уједињено Краљевство | Фиренца      | 10. 6. 1981.   |
| 1:41,73  |            | Вилсон Кипкетер    | Данска               | Стокхолм     | 7. 7. 1997.    |
| 1:41,24  |            | Вилсон Кипкетер    | Данска               | Цирих        | 13. 8. 1997. ] |
| 1:41,11  |            | Вилсон Кипкетер    | Данска               | Келн         | 24. 8. 1997.   |
| 1:41,09  |            | Дејвид Рудиша      | Кенија               | Берлин       | 22. 8. 2010.   |
| 1:41,01  |            | Дејвид Рудиша      | Кенија               | Ријети       | 29. 8. 2010.   |
| 1:40,91  |            | Дејвид Рудиша      | Кенија               | Лондон       | 9. 8. 2012.    |

y – време постигнуто на 880 јарди и ратификовано као рекорд на 800 метара
+ – време измерено као пролазно време у некој дужој дистанци
Од 1981. ИААФ је прихватио електронско мерење времена до стотинке секунде за све дисциплине до 10.000 м (укључујући и њу). Зато је рекорд Себастијана Коа 1:42,4 из те године прилагођен на 1:42,33.